# سمكة مروحية الذيل

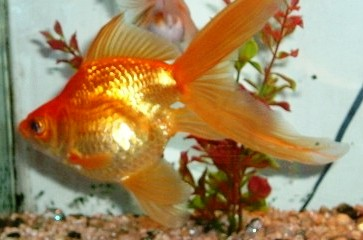
سمكة مروحية الذيل

سمكة مروحية الذيل (بالإنجليزية: Fantail goldfish) وهي تتميز بزعنفة منقسمة أو المزدوجة للذيل، زعنفة الذيل متوسطة الطول ومقسومة بعض الشيء.
لها ألوان لامعة وصدفية، أو ألوان غير لامعة مثل برتقالي محمر والمنقط أو الضارب إلى البياض. وهي من الأسماك سهلة التربية والتي تتحمل درجات الحرارة المنخفضة لذا فهي من الأسماك المفضلة للمبتدئين.
السمكة هي أحد أنواع سمك السمك الذهبي المناسب للتربية في البرك الخارجية مع سمك السمكة الدائرية المرقطة والشبنكن حيث مقدرتهم على تحمل درجات الحرارة الباردة.